# Друга Ріка
Дру́га Ріка́ (рус. Вторая Река) — украинская рок-группа, созданная в начале 1996 года в городе Житомире. Играют в стиле поп-рока с элементами нью-вейва,  брит-попа и инди-рока. Многократный участник фестиваля «Таврийские игры».

## История
Группа основана в 1996 году. Первые репетиции, тогда ещё группы без названия, организовали в 1995-м школьные друзья Виктор Скуратовский и Александр Барановский (Корадо). Вскоре к ним присоединился Валерий Харчишин — их и можно считать основателями группы Second River. Долгие поиски барабанщика закончились с приходом в группу Алексея Дорошенко в декабре 1996 года.
В 1998 году для участия в фестивале «Червона Рута» название Second River изменено на «Друга Ріка». В то же время группу покинул второй гитарист Тарас Мельничук, продержавшись год, а на его место приходит Сергей Биличенко.
В 1999 году группа побеждает на фестивале «Майбутнє України» и вскоре переезжает в Киев.
В 2000 году выходит дебютный альбома «Я є», видеоклипы на песни «Впусти мене» и «Там де ти». DР признаны «открытием года», а также награждены премией «Української хвилі»
Весной 2003 года выходит альбома «Два». Второй по счёту, символично презентован 2 мая, в два часа дня (14:00). Альбом содержит солидное количество хитов: «Вже не сам», «Математика», «Шансон», «Оксана». Песни «Алло», «Новий день», «Я чую тут тебе», стали хитами, не имея видеоподдержки. «Вже не сам» можно считать первым интернациональным треком, который понравился не только украинцам. После успешного выступления ДР на фестивале «Рупор» (Россия) «Вже не сам» появилась в медиа-пространстве России.
В июне 2003 года, в рамках мирового тура «Paper Monsters» на Украине, приезжает вокалист Depeche Mode — Дейв Гаан. По велению судьбы именно Другу Ріку приглашают разогреть Дейва на киевской сцене.
В 2003-м в ДР был приглашён Сергей Гера (Шура) — клавиши.
В 2005 году выходит очередной альбом «Рекорди». Хиты «Так мало тут тебе», «П’ю з твоїх долонь», «Спи до завтра», «Три хвилини», «Відчиняй» становятся народными. На все треки сняты клипы. С «Рекордов» «Друга Ріка» начинает новый этап творчества, взяв менеджмент, производство видео, стиль группы в свои руки. Возможно в этом причина резкого взлёта и успеха DР, музыканты смогли с репетиционной базы, до телевизора, радиостанции и концертной площадки, без посредников донести своё творчество. Таким образом, в украинском шоу-бизнесе появилась настоящая формация со своим концептуальным лицом.
В декабре 2006 года, к условному 10-летию, «Друга Ріка» выдаёт компиляцию из 13-ти лучших треков «Денніч».
В 2007 году ДР закрываются в студии с целью отойти от традиции выпускать альбомы раз в два года. Работа продвигается не быстро, музыканты переносят релиз на осень. Однако и осенью альбом не выходит. Валерий Харчишин попадает в ужасную автокатастрофу. Единственное, что успели ДР накануне аварии и выхода нового альбома — отдать в ротацию на радио «Кінець світу». Трек сразу попадает на первые ступени радиочата.
В 2008 году выходит новый альбом «Мода». Альбом насыщен жизнью и желанием жить.
В него вошли треки, долго хранившиеся в архивах Корадо (гитариста А. Барановского). После происшествия с Харчишиным песни приобрели новое содержание, как будто были специально написаны для этого момента.
Отсняты и смонтированы клипы на «Кінець світу», «Фурію», «Пропоную мир», «Космозоо».
Чуть позже «Друга Ріка» записывает совместный трек с украинской группой «TOKiO» «Догоним! Доженемо!» Запись песни, съемки клипа и большой концерт вдохновляет ДР на создание международного проекта «Rock’n’Roll saves the world».
В 2009 году выходит сингл «Дотик» с альбома «Мода». Клип на «Дотик» снимают в Нью-Йорке и Киеве. Долгая работа над треком компенсировалась большим количеством ротаций.
Весной 2010 года на московской студии «STArecords» группа записывает трёхъязычный трек «Hello My Friend», и демо «Ти зі мною? Я здаюсь!», трек закончили в Киеве. Чуть позже ДР снимает новое видео на «Ти зi мною? Я здаюсь!» Съёмки проходят в Киевском ботаническом саду им. М. М. Гришка НАН Украины.
В сентябре 2011 «Друга Ріка» организовывает масштабный концерт с турецкой группой Mor ve Ötesi (Мор ве Отеси́) в рамках проекта «Rock’n’Roll saves the world» и презентует совместный трек «Світ на різних берегах».
В 2012 году ДР выпускает первую часть Metanoia. Part 1(альбом) и основывает свой благотворительный проект «Я буду жити». Это социальный проект по борьбе с лимфомой, в рамках которого ДР организовывает благотворительный концерт, в котором принимают участие «Океан Ельзи», «Бумбокс», «СКАЙ» и многие другие рок-исполнители.
Спустя год «Друга Ріка» продолжает социальные акции в борьбе с лимфомой. Группа способствует съемкам видеоролика «Я буду жити», цель которого — распознать болезнь на ранней стадии.
В 2013 году ДР выпускает два видеоклипа. Социально-ироническую «Назавжди (НаНаМаНа)» и лирическую «Скажи».
«Скажи» — совместный дует ДР с популярной певицей Верой Брежневой на трогательную лирическую песню с социальным подтекстом. Музыканты снимают первый в СНГ клип, в котором отображается проблема слабослышащих людей. В съемках видео принимают участие дети из школы-интерната для глухих детей. На протяжении всего видео дети с дефектом слуха трогательно передают смысл песни языком жестов.
14 февраля 2014 года, после 18-летней совместной работы с группой, бас-гитарист Виктор Скуратовский покинул коллектив, чтобы сосредоточиться исключительно на режиссёрской деятельности. Это произошло во время работы над очередным альбомом группы, носившим рабочее название «Metanoia. Part 2». После ухода бессменного басиста группа была вынуждена пересмотреть название своего будущего альбома. В октябре 2014 года «ДР» выпустила клип «Я чую» — первый клип в сокращённом составе и снятый не под руководством Скуратовского. После этого коллектив отправился во всеукраинское турне «Supernation». 6 декабря вышел одноимённый компакт-диск «Supernation».
На 2016 год пришлась юбилейная дата для ДР — 20-летие творческой деятельности. С целью подчеркнуть достижения, группа отправилась во всеукраинский тур, который начался 3 февраля в Луцке, а завершился 26 марта во Львове.
В течение года коллектив работал над созданием нового альбома. Первой  стала песня «Монстр». Вышла в конце 2017 года.
Презентация нового материала состоялась 31 мая в Лондоне.  Во второй половине мая «Друга Ріка» отправилась в мини-тур по США и Канаде такими городами, как Филадельфия, Нью-Йорк, Кливленд, Чикаго, Миннеаполис и Торонто.
В середине марта 2018 года «Друга Ріка» впервые выступила на главной сцене фестиваля Бандерштат.
В начале ноября 2019 коллектив посетил с концертом Прагу, а 14 числа представил сольную акустическую программу в киевском Октябрьском Дворце.

## Состав

#### Текущий состав
- Валерий Харчишин — вокал, труба, слова (с 1996 года по настоящее время)
- Александр Барановский (Корадо) — гитара (с 1996 года по настоящее время)
- Алексей Дорошенко — ударные, слова  (с 1996 года по н. в.)
- Сергей Биличенко — гитара (с 1998 года по н. в.)
- Сергей Гера (Шура) — клавишные, бэк-вокал (с 2003 года по н. в.)
- Андрей Лавриненко — бас-гитара (с 2014 года по н. в.)

#### Бывшие участники группы
- Тарас Мельничук — гитара (1997—1998)
- Виктор Скуратовский — бас-гитара (1996—2014)

## Дискография
Студийные альбомы
- 2000 — Я є (Переиздан в 2005 году)
- 2003 — Два[2]
- 2005 — Рекорди
- 2008 — Мода
- 2012 — Metanoia. Part 1
- 2014 — Supernation
- 2017 — Піраміда[3]
- 2021 — Iнша Рiка

Сборники
- 2006 — Денніч
- 2009 — The BEST

## Видео
1. 1999 — Впусти мене (реж. Максим Паперник)
2. 2000 — Там, де ти (реж. Семён Горов)
3. 2001 — Оксана. (реж. Семён Горов)
4. 2002 — Математика (реж. Андрей Толошный)
5. 2003 — Вже не сам (реж. Роман Шома)
6. 2003 — Шансон (реж. Братья Стеколенко)
7. 2004 — Так мало тут тебе (реж. Андрей Рожен; в 2005-м переснят Виктором Скуратовским)
8. 2005 — П’ю з твоїх долонь (реж. Андрей Рожен)
9. 2005 — Спи до завтра (реж. Виктор Придувалов)
10. 2006 — Три хвилини (реж. Виктор Скуратовский)
11. 2006 — ДеньНіч (реж. Виктор Скуратовский)
12. 2007 — Відчиняй (ДР & Jazzex) (реж. Виктор Скуратовский)
13. 2007 — Кінець світу[4] (реж. Виктор Скуратовский, Алексей Борщевский)
14. 2008 — Фурія (реж. Виктор Скуратовский)
15. 2008 — Пропоную мир (концертное видео, реж. Александр Образ)
16. 2008 — Догоним! Доженемо! (ДР & Токио) (реж. Виктор Скуратовский)
17. 2009 — Космоzoo (реж. Виктор Скуратовский)
18. 2009 — Дотик (реж. Виктор Скуратовский)
19. 2010 — Ти зі мною (Я здаюсь) (реж. Виктор Скуратовский)
20. 2011 — Незнайомка (реж. Виктор Скуратовский)
21. 2012 — Світ на різних берегах (концертное видео, реж. Виктор Скуратовский)
22. 2012 — Пробач (Все мине) (реж А. Дианова)
23. 2013 — Назавжди (концертное видео, реж. Валерий Харчишин)
24. 2013 — Скажи (Feat. Вера Брежнева) (реж. Виктор Скуратовский)
25. 2014 — Я чую (реж. Влад Разиховский)